# Poecilanthrax efrenus
Poecilanthrax efrenus är en tvåvingeart som först beskrevs av Daniel William Coquillett 1887.  Poecilanthrax efrenus ingår i släktet Poecilanthrax och familjen svävflugor. Inga underarter finns listade i Catalogue of Life.